# 侯賽因·法特米
侯賽因·法特米（1917年2月10日－1954年11月10日）是一位伊朗學者、記者及著名的政治家。作為伊朗總理穆罕默德·摩薩台的親密盟友，法特米提出國有化伊朗的石油和天然氣資產。記者出身的他在1951年至1953年間出任伊朗外交部部長。中央情報局在1953年策動政變推翻了民選的摩薩台政府後，法特米遭到逮捕和拷問，並被軍事法庭以「背叛沙阿」的罪名處死，由行刑隊執行了死刑。

## 生平

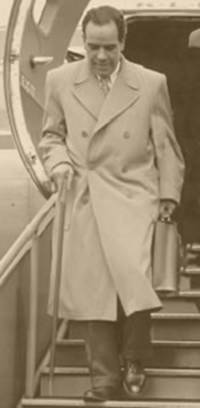
法特米抵達法國。

法特米在伊朗納因出生，在五名兄弟姐妹當中敬陪末座。他在青年時期遷到伊斯法罕升學，並參與哥哥所辦報章《巴赫塔爾》的出版工作，報館在1942年遷到德黑蘭。法特米經常嚴苛地批評禮薩汗，他的觀點也毫不保留地反映在報章社論裡。法特米在1944年至1948年間到法國留學，獲新聞學學士學位及法律博士學位。

自摩薩台在1949年建立民主及民族主義運動伊朗民族陣線後，法特米一直是該組織的活躍成員，同時又是總理的助手及伊朗國會的德黑蘭議員。法特米以33歲之齡進入摩薩台的內閣，成為外交部部長，他是伊朗史上最年輕的外交部部長。摩薩台在法特米逝世後出版的回憶錄裡提到，法特米是伊朗石油國有化的提倡者。1952年2月15日，伊斯蘭組織伊斯蘭敢死隊企圖暗殺法特米和摩薩台。法特米中槍遭到重創，需要休養七至八個月，身上留下了創疤。

## 被捕及處死
摩薩台政府在1953年被中央情報局策動的政變推翻。政變在起初並不成功，法特米、摩薩台及他們的盟友仍在同年8月14日被捕，法特米被一群保皇派別的官員及士兵逮捕，但在翌日早上獲釋，他馬上趕赴摩薩台的宅邸。沙阿穆罕默德·禮薩·巴列維因懼怕政變失敗而逃到巴格達。摩薩台在事發後仍擁護立憲君主，法特米建議摩薩台建立共和政體。法特米接著在報章《巴赫塔爾》上發表言詞激昂的社論，斥責沙阿是「叛國賊」、「毒蛇」及「懦夫」。同年8月19日，《巴赫塔爾》報社被中央情報局煽動的一批烏合之眾襲擊和燒毀，政變在同一天取得成功，摩薩台被捕，法特米則轉入地下活動，在人民黨提供的藏身之處避難，並開始撰寫回憶錄。他在經歷204天的隱匿後終被發現和逮捕，在接受拷問和審訊後，軍事法庭在10月10日以「背叛沙阿」的罪名定罪，法特米被判處死刑。
1954年11月10日，法特米在帶著伊斯蘭敢死隊行刺受傷的傷病由行刑隊執行了死刑，他在遺囑上將獨子的監護權交給摩薩台，遺體被葬在德黑蘭附近的埃布尼巴布葉（Ebn-e Babooyeh）公墓。

## 影響
德黑蘭的一條道路以法特米命名。摩薩台經常引述稱法特米是石油國有化由始至終的主力。在1953年政變後，新政府達成了新的石油協定，伊朗石油和天然氣的半數權益再度回到英美石油企業手中，法國和意大利的企業也分得少數權益。波斯灣及北非國家仿傚伊朗國有化他們的油田和天然氣田。埃及總統納賽爾國有化蘇伊士運河亦是受到法特米和摩薩台的影響。

## 註腳
1. ↑  Foran 1994，第109頁
2. 1 2  Moaddel 1986，第109頁
3. 1 2  Alavi 2005，第65頁
4. 1 2 3  Abrahamian 1999，第99頁
5. ↑  H.W. Wilson Company 1954，第193頁
6. ↑  Yust 1955，第575頁
7. ↑  . amazon.ca.   [2011-11-24]. ISBN 6130765517 （英语）.[永久]
8. ↑  Mafinezam & Mehrabi 2008，第30頁
9. ↑  Masoud Kazemzadeh. . Khaneh. 10-2003  [2011-11-24]. （原始内容存档于2020-09-16） （英语）.
10. ↑  Kazemi 1984，第166頁
11. ↑  Gasiorowski & Byrne 2004，第14、66頁
12. ↑  James Risen. . The New York Times: 10. 2000-04-16  [2011-11-25]. （原始内容存档于2020-05-24） （英语）.
13. ↑  Milani 2011，第193頁
14. ↑  Abrahamian 1982，第280頁
15. ↑  Kinzer 2008，第195頁
16. ↑  Sam Sasan Shoamanesh. . MIT International Review.   [2011-11-25]. （原始内容存档于2020-11-13） （英语）.